# Girolamo degli Albizi

Stemma degli Albizzi

Girolamo degli Albizi (Firenze, 8 ottobre 1485 – Firenze, 24 aprile 1556) è stato un politico e condottiero italiano.

## Biografia
Era figlio di Luca degli Albizi.
Nel 1525 venne nominato podestà di Monte San Savino. Era noto per essere vicino alla famiglia dei Medici, che lo ricompensarono con diverse cariche: nel 1532 fu nel Consiglio dei Dugento e quindi senatore, nel 1534 fu commissario a Pistoia e nel 1537 a Pisa. Cosimo I de' Medici lo inviò con molte truppe a Poggibonsi nel 1542 con l'intento di controllare da vicino la città di Siena, che intendeva forse affrancarsi dal controllo degl imperiali. Nel 1543 partecipò al tentativo di Cosimo I di impossessarsi di Piombino, sotto la signoria di Jacopo V Appiano. Nello stesso anno divenne governatore di Volterra. Papa Paolo III si intromise nella difesa di Piombino e i Medici furono costretti ad abbandonare la città, ma le truppe di Girolamo si fermarono a Campiglia, con l'ordine di non perdere di mira Piombino. L'Albizi prese possesso di Piombino nel 1548 a nome del duca di Firenze, ricevendo sottomissione e fedeltà da parte della popolazione.
Allo scoppio nel 1552 della guerra dei fiorentini contro Siena, Girolamo venne inviato sul campo con il grado di commissario generale e provveditore del Duca, richiedendo di affiancare il capitano Gian Giacomo Medici detto "il Medeghino", marchese di Marignano. L'Albizi dimostrò il suo valore in battaglia, ma ben presto si trovò in contrasto con Gian Giacomo, che intendeva togliere il campo da Siena per portarlo a Lucignano. Il Duca di Firenze venne interpellato e diede ragione al parente. L'Albizi venne immediatamente richiamato a Firenze e successivamente rimandato alla difesa di Piombino dai francesi e dai turchi. Ordinò quindi la costruzione della mura di difesa di Pienza, dove si ammalò.
Morì a Firenze nel 1556. All'interno della Chiesa di San Paolino a Firenze è presente il suo monumento funebre.

## Discendenza
Sposò Costanza de' Rossi, figlia di Troilo I de' Rossi, primo marchese di San Secondo, e Bianca Riario, dal quale ebbe Ersilio, premorto al padre.